# صاصل معرق
صاصل معرق (الاسم العلمي: Ornithogalum neurostegium) هو نوع نباتي يتبع جنس الصاصل من فصيلة الهليونية.